# شاهزاده ویلیام آگوستوس، دوک کامبرلند
شاهزاده ویلیام آگوستوس، دوک کامبرلند (انگلیسی: Prince William, Duke of Cumberland; ۱۵ آوریل ۱۷۲۱ - ۳۱ اکتبر ۱۷۶۵) افسر (ارتش) اهل پادشاهی بریتانیای کبیر بود.
وی همچنین برندهٔ جوایزی همچون نشان بند جوراب شده‌است.